# أحمد الشاهرودي
أحمد الشاهرودي (ت. 1350 هـ / 1921 م) هو عالم إمامي ، نسبته إلى شاهرود.
توفي بطهران ودفن بقم. من آثاره: «مدينة الإسلام» و«تفسير» رد فيه على بعض ما جاء في تفسير الشيخ طنطاوي جوهري ، ولم يتمه.